# 조상진
조상진(趙尙鎭, 1740년 ~ 1820년)은 조선의 문신이다. 본관은 풍양. 자는 이진(爾珍)이다.

## 생애
1773년(영조 49) 증광문과에 병과로 급제해 부응교, 사간을 지내고 예조참의, 사간원대사간, 황해도관찰사, 성균관대사성, 홍문관부제학, 병조참지를 거쳐 홍문관부제학, 사간원대사간, 성균관대사성, 승지가 되고 함경도관찰사를 지낸 뒤 공조판서, 형조판서, 예조판서, 판의금부사를 지내고 순조 때 다시 공조판서, 형조판서, 판의금부사를 거쳐 판중추부사가 되고 형조판서, 판의금부사를 거쳐 한성부판윤, 형조판서, 병조판서를 지내고 의정부우참찬, 판의금부사 등을 지내고 형조판서를 거쳐 판의금부사, 의정부우참찬을 지낸 뒤 우참찬, 판의금부사를 거쳐 판돈녕부사가 되고 곧 이조판서가 되었다. 의정부우참찬, 의정부좌참찬 등을 거쳐 판돈녕부사와 우빈객을 거쳐 병조판서, 공조판서, 의정부우참찬, 이조판서를 거쳐 광주유수, 공조판서로 좌빈객을 겸하다 지중추부사로 은퇴한 뒤 별세한다. 시호는 익정(翼貞)이다.

## 가족
- 조부 : 조철명(哲命)
  - 아버지 : 조재우(載遇)
  - 어머니 : 정석로(鄭錫老)의 딸